# Paterek
Paterek – wieś w Polsce położona w województwie kujawsko-pomorskim, w powiecie nakielskim, w gminie Nakło nad Notecią.
W latach 1954–1961 wieś należała i była siedzibą gromady Paterek, po jej likwidacji w gromadzie Nakło nad Notecią. W latach 1975–1998 miejscowość administracyjnie należała do województwa bydgoskiego. Paterek liczy 2680 mieszkańców (stan na 31 grudnia 2012).

## Historia
Pierwsza wzmianka o Paterku pochodzi z datowanego na 1720 dokumentu, w którym August II Mocny potwierdził przywileje Nakła. Ignacy Geppert w Dziejach ziemi nakielskiej wymienia istniejące na terenie dzisiejszego Paterka 3 miejscowości: Paterek Miejski, Paterek Wiejski i Paterek Dworski. Paterek Miejski został ok. 1870 na prośbę mieszkańców wyłączony z Nakła. Słownik geograficzny Królestwa Polskiego i innych krajów słowiańskich wspomina 2 miejscowości: 
- Paterek (niem. Paterke, Steinburg), w której mieszkało 197 osób (167 protestantów oraz 30 katolików)
- Paterek Miejski (niem. Paterke, Brückenkopf) – 856 mieszkańców (447 protestantów, 304 katolików i 5 judaistów)[4].

Podczas powstania wielkopolskiego na terenie Paterka stoczono kilka potyczek. Największa z nich rozegrała się 7 lutego 1919. Z tego okresu pochodzi grób powstańca znajdujący się na miejscowym cmentarzu.
W 1945 oddziały niemieckiej żandarmerii rozstrzelały w Paterku 250 Polaków i Żydów, przywiezionych z następujących miejscowości: Nakło, Glesno, Józefina, Kościerzyn Wielki, Kruszki, Mrocza, Pobórka Wielka, Podgórze, Ruda, Wiktorówko, Wyrzysk i Wysoka Krajeńska. Wśród ofiar znalazło się 3 dzieci i 15 kobiet.
Na terenie wsi zlokalizowane są dwa nieczynne cmentarze ewangelickie.

### Historia parafii
W 1927 roku na cmentarzu w Paterku Józef Draheim wybudował kaplicę. 1 lipca 1965 kardynał Stefan Wyszyński utworzył ośrodek duszpasterski w Paterku obejmujący także Polichno i Rozwarzyn. 1 października 1979 została utworzona parafia Matki Boskiej Bolesnej w Paterku. W 1984 rozpoczęto budowę kościoła, który 30 października 1991 r. poświęcił biskup Bogdan Wojtuś.

## Zbrodnia w Paterku
W październiku i listopadzie 1939 roku w Paterku Selbstschutz dokonywał rozstrzeliwań Polaków. Zatrzymywana ludność polska była początkowo torturowana przez Niemców, a następnie mordowana w żwirowni. Zamordowanych pochowano w czternastu grobach. Podczas ekshumacji wydobyto 205 czaszek, z czego 61 zostało mocno lub całkowicie rozbitych. Prawdopodobnie jedna czwarta ofiar zbrodni w Paterku nie zginęła w wyniku rozstrzelania, a w wyniku uderzenia tępymi narzędziami (kolbami karabinów lub łopatami).

## Osiedla Paterka
- osiedle Jana III Sobieskiego – położone przy drodze wojewódzkiej do Kcyni liczące 1300 osób,
- stary Paterek – dynamicznie rozwijająca się dzielnica domków jednorodzinnych nieopodal drogi wojewódzkiej w kierunku Szubina,
- Przemysłowa – dzielnica, w której mieści się Gminna Strefa Ekonomiczna jedna z największych w regionie,
- nowy Paterek – główne ulice to Wyzwolenia i Leśna, gęsto zabudowana struktura budynków.

## Gospodarka
W Paterku znajduje się jedna z większych firm w Polsce wykonująca usługi i produkcję dla potrzeb transportu kolejowego. Podstawową działalnością Zakładów Naprawczych Taboru Kolejowego „Paterek” Spółka Akcyjna jest naprawa i modernizacja wagonów towarowych oraz produkcja konstrukcji stalowych. Obok firmy znajduje się też kilka mniejszych zakładów zajmujących się m.in. recyklingiem, przeróbką drewna i krawiectwem.

## Kultura
Budowa hali widowiskowo-sportowej w Paterku, której początki sięgają 1998 pochłonęła 8 mln złotych. Od dnia otwarcia w marcu 2003 hala stanowi główny ośrodek kultury. Prócz hali funkcjonuje w Paterku również Wiejski Dom Kultury i biblioteka wyposażona w 3 komputery z dostępem do internetu.

## Muzeum Komunikacji
Powstało w marcu 2011 roku na bazie kolekcji zabytkowych autobusów.
Znajdziemy w nim 30 autobusów kursujących w latach 70.–90. XX w. w Polsce m.in. z Bydgoszczy, stare fotografie, historie bydgoskiej, nakielskiej komunikacji, stroje kierowców, stare bilety. Muzeum jest obecnie w fazie organizacji. Zwiedzanie jest możliwe po uprzednim kontakcje telefonicznym.